# Вейль, Владимир Сигизмундович
Владимир Сигизмундович Вейль (1868—1928) — русский военный деятель, генерал-майор. Участник Первой мировой и Гражданской войн.

## Биография
Родился в Киеве в дворянской семье. В 1885 году окончил Владимирский Киевский кадетский корпус. После окончания в 1887 году Константиновского военного училища был произведён в подпоручики и выпущен в Измайловский лейб-гвардии полк. В 1891 году произведён в поручики.
В 1893 году после окончания Николаевской военной академии по 1-му разряду был произведён в штабс-капитаны гвардии с переименованием в Генерального штаба капитаны. С 1895 года назначался помощником старшего адъютанта штаба Туркестанского военного округа и штаба Закаспийской области. В 1899 году произведён в подполковники и затем назначался штаб-офицером для особых поручений при командующем войск Семиреченской области, при штабе 2-го Туркестанского армейского корпуса и при штабе 18-го армейского корпуса.
В 1901 году отбывал цензовое командование батальоном в 91-м пехотном Двинском полку. С 1902 года штаб-офицер при управлении 2-й Финляндской стрелковой бригады. В 1903 году «за отличие» произведён в полковники. С 1904 года штаб-офицер при управлении 1-й Финляндской стрелковой бригады. С 1907 года командир 205-го пехотного резервного Измаильского полка, с 1908 года 15-го стрелкового полка.
В 1912 году произведён в генерал-майоры и назначен начальником штаба Брест-Литовской крепости. С 1914 года участник Первой мировой войны, начальник штаба 11-й армии. С 1915 года начальник штаба 24-го армейского корпуса. С 1917 года командующий 188-й пехотной дивизией.
С 1917 года представитель Генерального секретариата Центральной рады по военным делам на Румынском фронте. Член комиссии по организации военных школ и академий на Украине. С 21 ноября 1918 года произведён в генерал-хорунжие УНР и назначен генералом для поручений при военном министре УНР.
С 1919 года участник Белого движения на Юге России в составе ВСЮР. Состоял в распоряжении начальника снабжений войск Терско-Дагестанского края. С 3 августа 1919 года Херсонский губернатор. Эвакуирован в Болгарию. В 1920 году возвратился в Крымскую армию. С ноября 1920 года в эмиграции во Франции. Умер в Париже. Похоронен на кладбище в Сент-Женевьев-де-Буа.

## Семейная связь
- Брат Георгий (1865—1916) — генерал-майор.